# Опанасове (заказник)
Опана́сове — гідрологічний заказник місцевого значення в Україні. Розташований у межах Городнянського району Чернігівської області, на південний схід від села Хотівля. 
Площа 285 га. Створений у 1979 році. 
Охороняється болотний масив у верхів'ях річки Чибриж (притока Смячу) з типовою для Чернігівського Полісся флорою та фауною. 